# Peter af Bruys
Peter af Bruys (født sidst i det 11.århundrede) var blandt de tidlige kættere i middelalderens Europa.
Peter af Bruys var en omvandrende gadeprædikant, der gennemrejste store dele af Norditalien og Sydfrankrig i begyndelsen af det 12. århundrede. Han påbegyndte sin reformationsbevægelse i 1104 og oprettede en sekt kaldet petrobrucianerne omkring 1110.
Peter var en samtidig af Henry af Lausanne og delte mange af dennes ideer. Yderligere prædikede han også sine egne ideer. Han forkastede den katolske lære om transubstantiation og opfattede den sidste nadver som blot en historisk hændelse. Han mente, at biskopper og præster, iflg. hans erfaring, var svindlere, han forkastede tilbedelsen af billeder, bønner for de døde og læren om regeneration via dåben. Han forkastede Det Gamle Testamentes guddommelige inspiration og hævede, at det var skrevet af mennesker. Han forkastede korset som symbol på kristendommen. Når han prædikede, forsøgte han at få folk til at brænde kors påp bålet. Hans teologiske begrundelse for dette var at afmaterialisere religionen ved at fjerne alt materielt mellem mennesket og Gud. Han opmuntrede også folk til at angribe klostre, at slæbe munkene udenfor og tvinge dem til at gifte sig. Han sagde til sine tilhængere, at de skulle spise kød på Langfredag og at gøre det i fuld offentlighed.
Han blev brændt på et bål bestående af kors, som han selv havde lavet, omkring 1130, efter at den katolske kirke havde opildnet folk imod ham.

Denne artikel er en oversættelse af artiklen Peter of Bruys på den engelske Wikipedia. 